# Кудрин, Дмитрий Феопемтович
Дмитрий Феопемтович Кудрин (1908—1991) — старший сержант Советской Армии, участник Великой Отечественной войны, Герой Советского Союза (1943).

## Биография
Родился 8 ноября 1908 года в деревне Пчелины.
В 1926 году переехал в город Кушва Свердловской области, где окончил три курса рабфака и работал сначала в паросиловом цехе металлургического завода, затем техником на ГРЭС.
В октябре 1941 года был призван на службу в Рабоче-крестьянскую Красную Армию. С того же года — на фронтах Великой Отечественной войны. В боях четыре раза был ранен.
К октябрю 1943 года старший сержант Дмитрий Кудрин был помощником командира взвода пешей разведки 120-го стрелкового полка 69-й стрелковой дивизии 65-й армии Центрального фронта. Отличился во время битвы за Днепр. 15 октября 1943 года Кудрин переправился через Днепр в районе посёлка Радуль Репкинского района Черниговской области Украинской ССР и принял активное участие в боях за захват и удержание плацдарма на его западном берегу. В тех боях Кудрин получил ранение, но продолжал сражаться.
Указом Президиума Верховного Совета СССР от 30 октября 1943 года за «образцовое выполнение боевых заданий командования на фронте борьбы с немецкими захватчиками и проявленные при этом мужество и героизм» старший сержант Дмитрий Кудрин был удостоен высокого звания Героя Советского Союза с вручением ордена Ленина и медали «Золотая Звезда» за номером 1550.
В 1946 году был демобилизован. Проживал и работал в городе Зеленогорске Красноярского края. Умер 22 января 1991 года, похоронен на Зеленогорском городском кладбище.
Был также награждён орденами Отечественной войны 1-й степени и Трудового Красного Знамени, рядом медалей.

### Семья
Жена — Елизавета Афанасьевна, в период войны работала в литейном цехе Кушвинского металлургического завода.

## Память

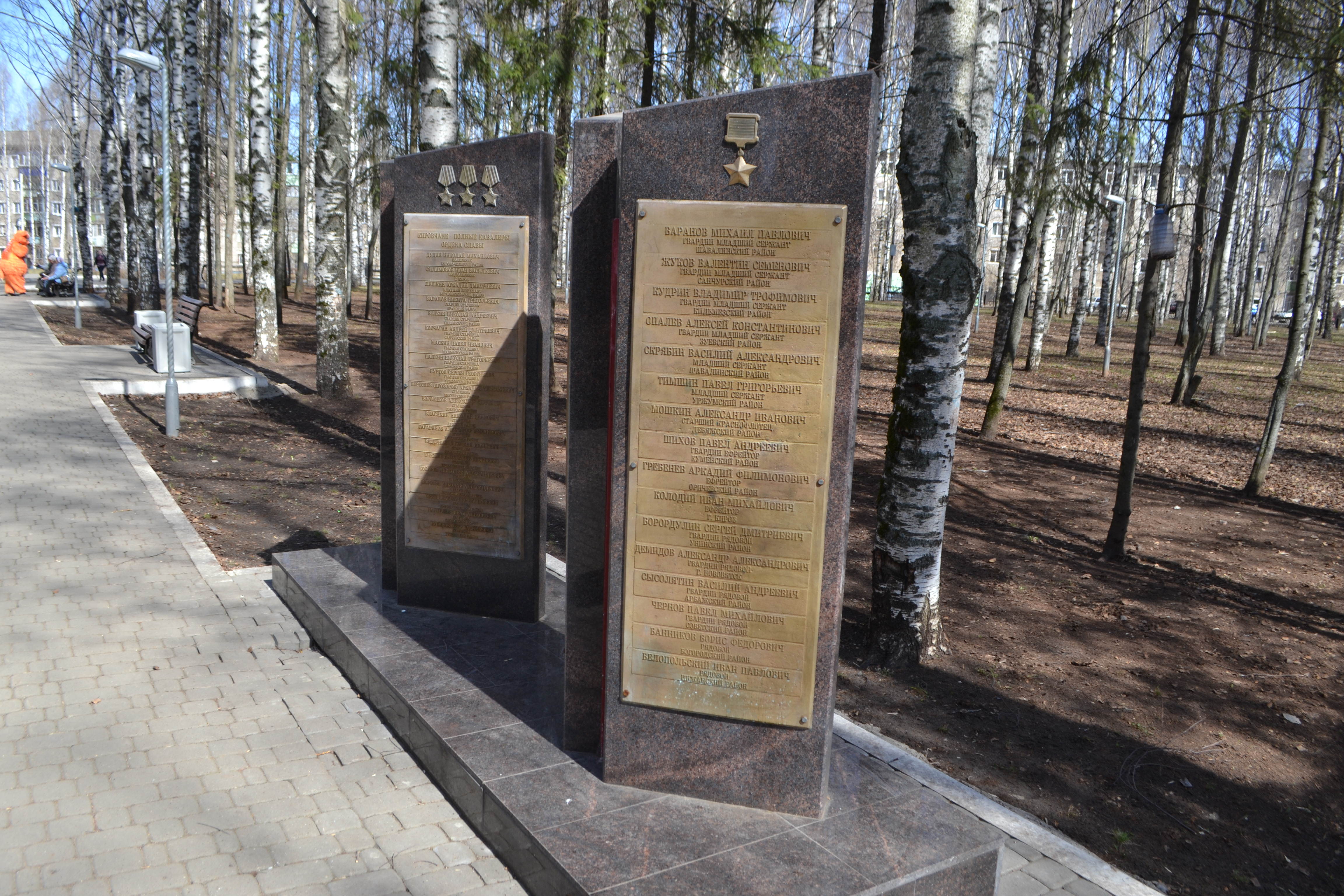
Имя Героя выбито на гранитной стеле на Аллее Славы в парке Победы города Кирова 2019.

- Имя Героя выбито на гранитной стеле на Аллее Славы в парке Победы города Кирова 2019.